# Kishiwada, Ōsaka
Kishiwada (tiếng Nhật: 岸和田市, Khi-xi-va-đa) là một thành phố đô thị loại đặc biệt thuộc tỉnh Ōsaka, Nhật Bản.
Thành phố rộng 72,24 km², ở phía Nam phần giữa của tỉnh, và có 200.132 dân (ước ngày 1/8/2008).

## Hình ảnh

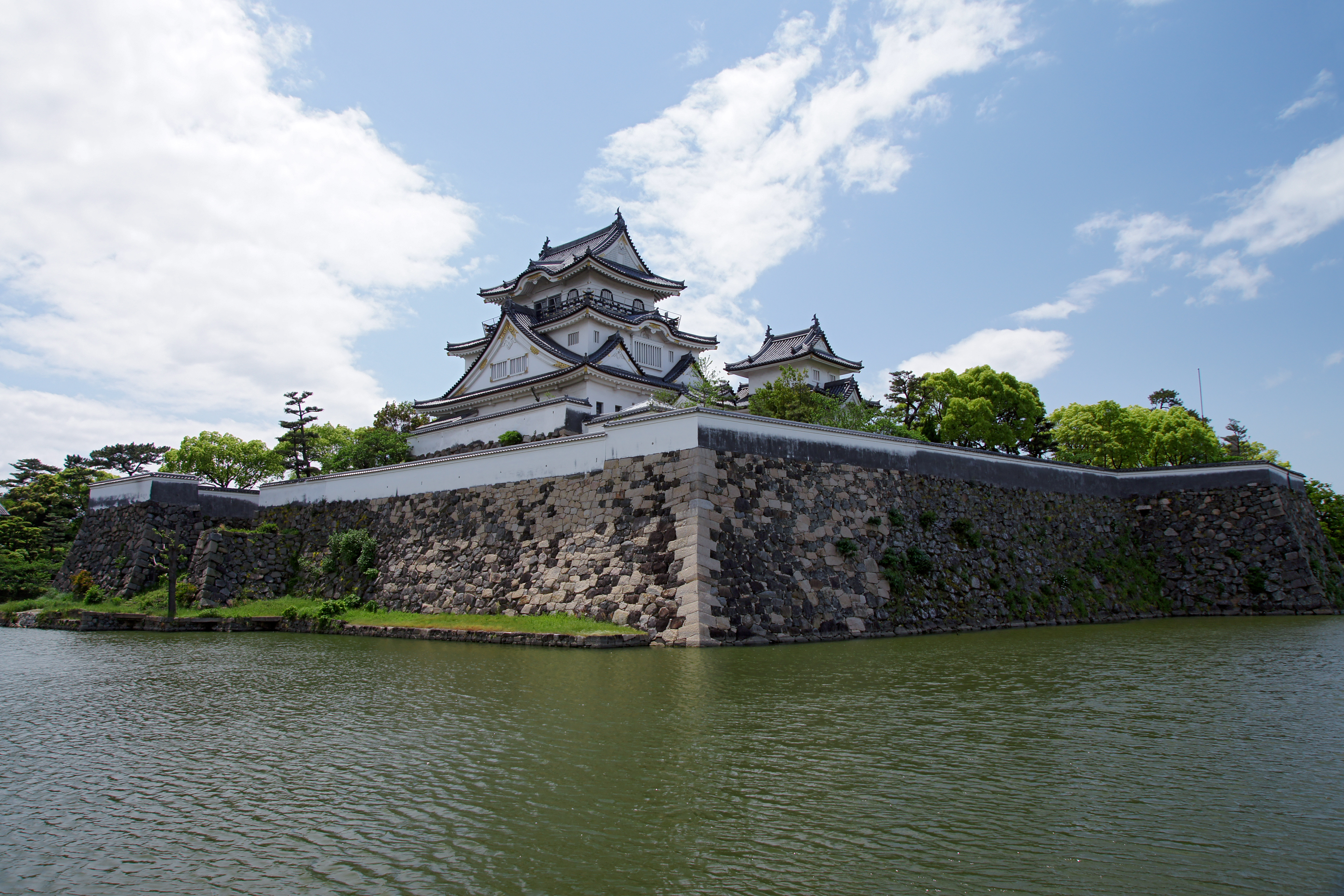
岸和田城
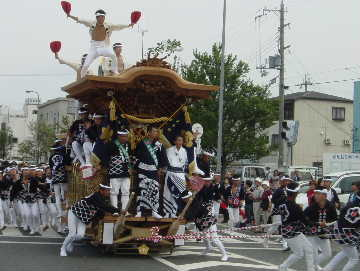
岸和田だんじり祭
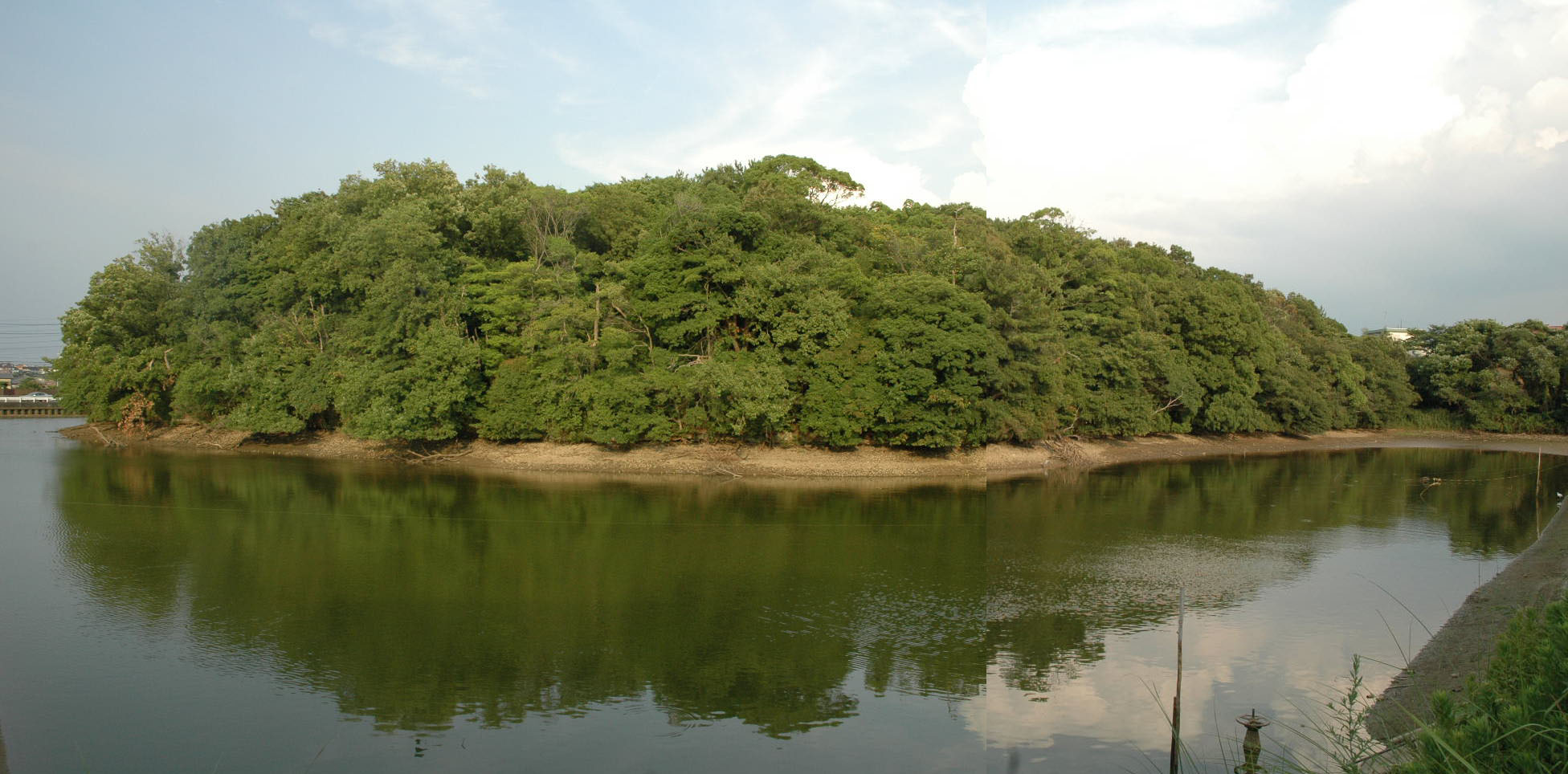
摩湯山古墳
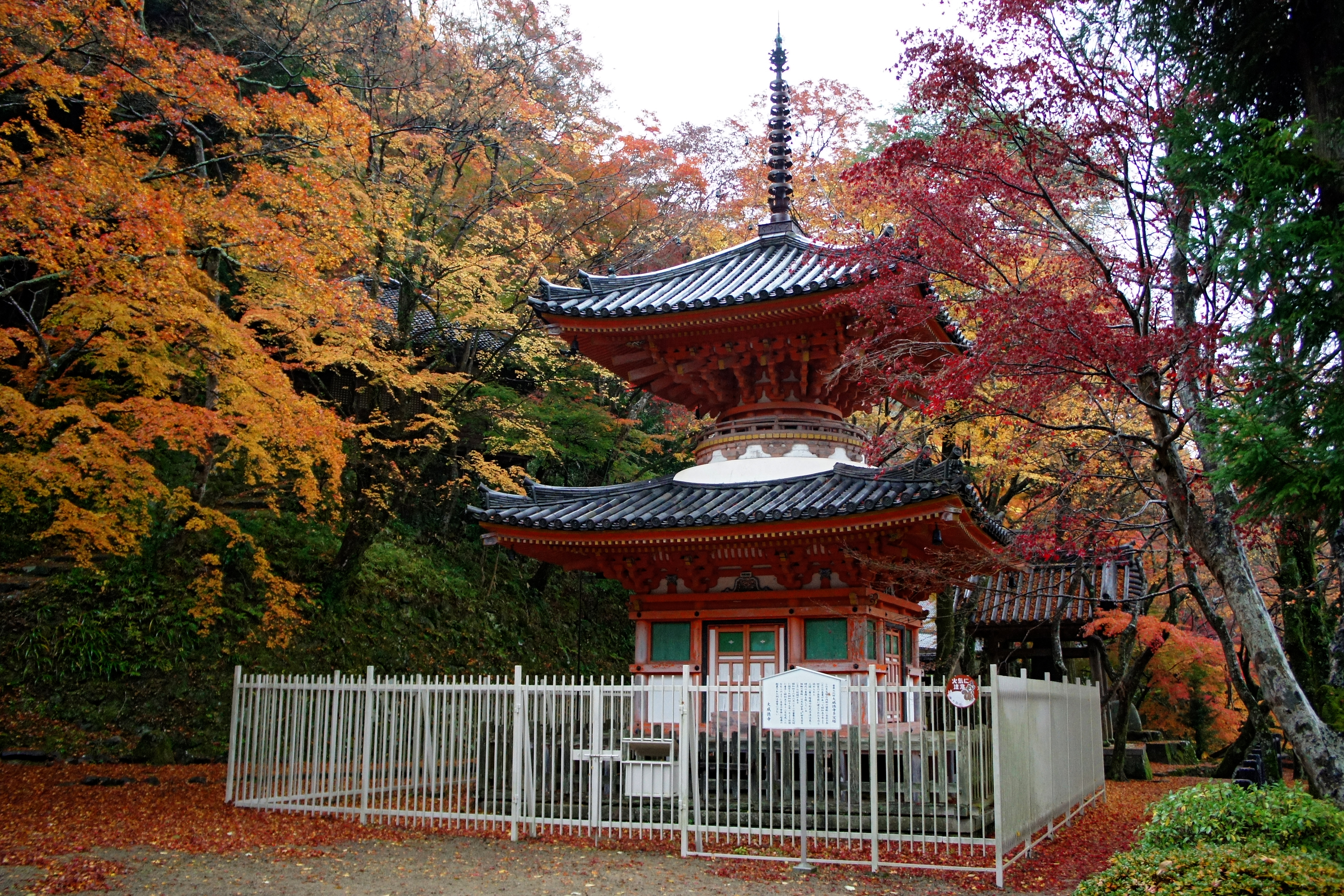
大威徳寺
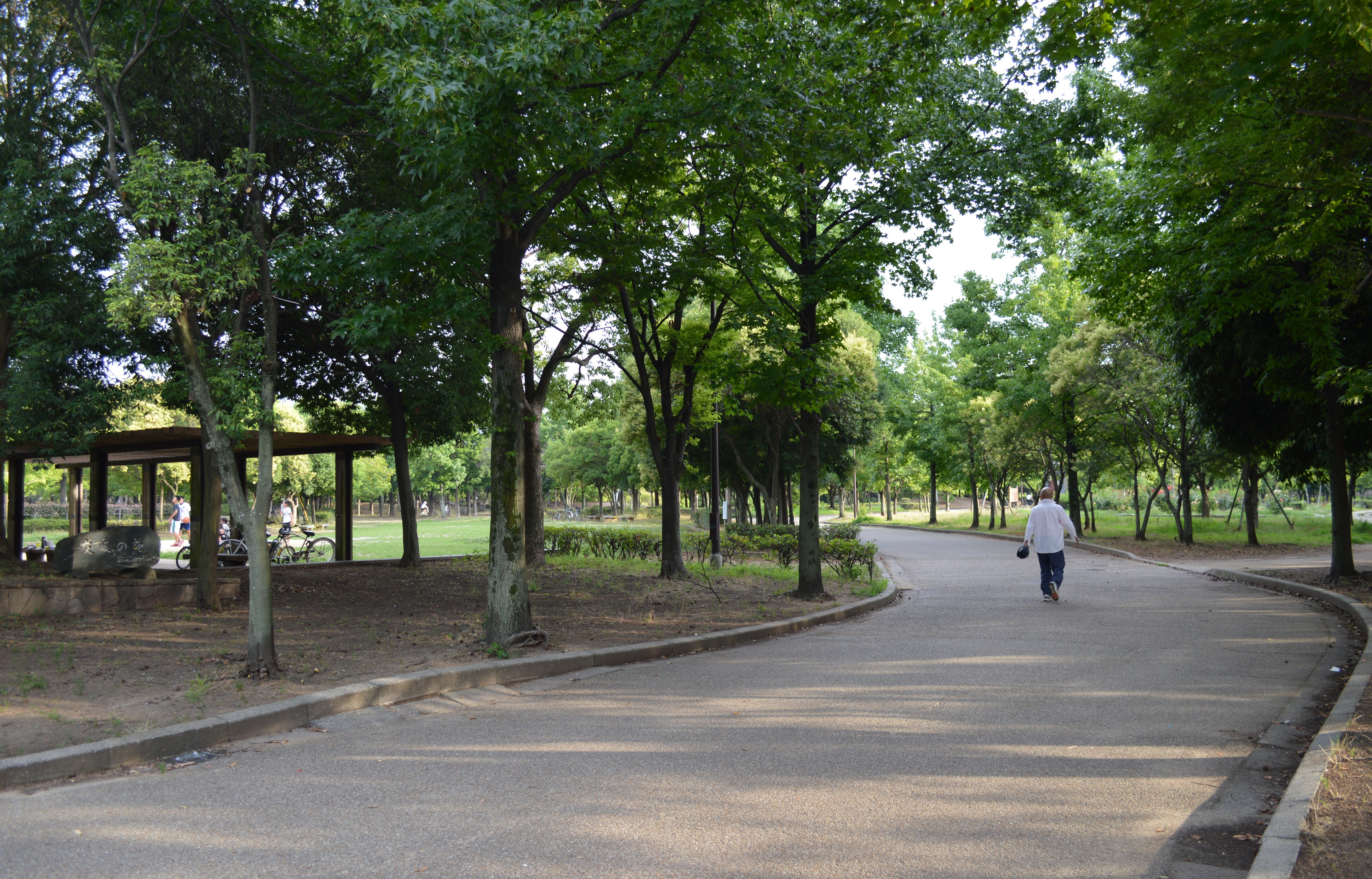
岸和田市中央公園
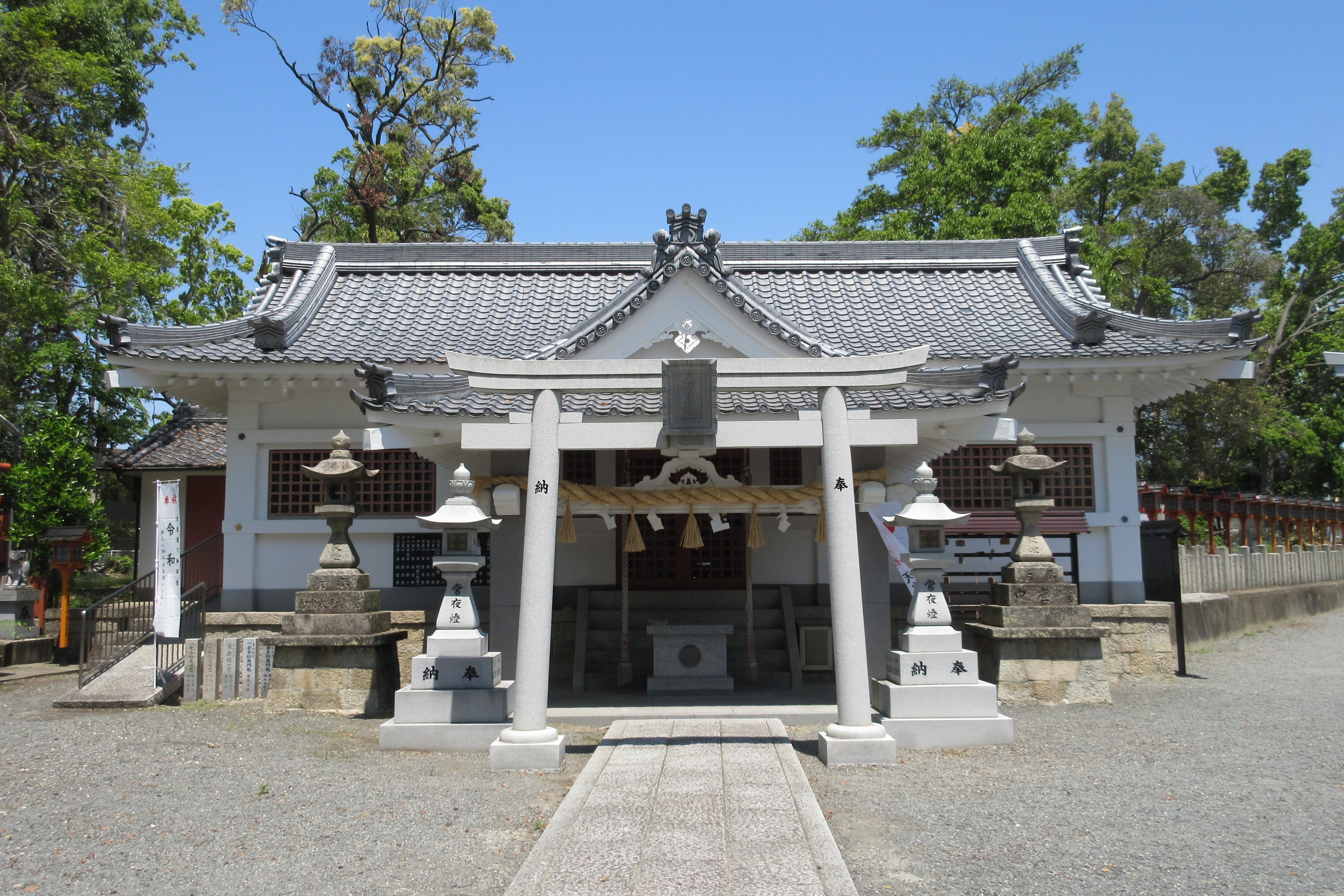
矢代寸神社